# Donna Tartt
Œuvres principales
- Le Maître des illusions
- Le Petit Copain
- Le Chardonneret

Donna Louise Tartt, née le 23 décembre 1963 à Greenwood dans le Mississippi, est une écrivaine américaine.

## Biographie
Élevée dans le Mississippi dans une famille de grands lecteurs, enfant, Donna Tartt lit de la littérature classique plutôt que de la littérature jeunesse. Parmi les auteurs qui l'ont inspirée dans son écriture, elle cite : Charles Dickens, Robert Louis Stevenson, Joseph Conrad, Pelham Greenville Wodehouse et Vladimir Nabokov. Son père, Don Tartt, était un homme politique local accompli tandis que sa mère, Taylor Tartt, était une statisticienne. À l'âge de 5 ans, elle écrit son premier poème et alors qu'elle n'a que 13 ans, en 1976, elle est publiée pour la première fois dans une revue littéraire du Mississippi.
Elle commence ses études à l'Université du Mississippi avant d'être transférée au Bennington College en Littérature Classique d'où elle sortira diplômée en 1986. Là, elle rencontre le futur auteur américain Bret Easton Ellis. Ce dernier avouera lors d'une entrevue avoir lu les premiers feuillets du Maître des illusions en 1982.
Son premier roman, Le Maître des illusions, sorti en 1991, est un campus novel. L'intrigue, se déroulant sur quelques mois, est un roman d'apprentissage dans la lignée du Bildungsroman dont se réclame l'auteure. Ce roman s'est vendu à plus de cinq millions d'exemplaires en langue anglaise et traduit en vingt langues, dont le français. Il restera dans la liste des best-sellers du New York Times pendant 13 semaines lors de sa sortie.
Dix ans après Le Maître des illusions, Donna Tartt publie son deuxième livre : Le Petit Copain. Elle y raconte comment une jeune fille de 12 ans décide de se venger après la mort de son frère aîné. L'ouvrage reçoit le WH Smith Literary Award en 2003.
Son troisième roman, Le Chardonneret, qui raconte les errances d'un jeune garçon qui vient de perdre sa mère dans un attentat, est publié en 2013 et remporte le Prix Pulitzer de la fiction 2014,. Le titre du roman fait référence à une toile de Carel Fabritius, Le Chardonneret, peinte en 1654, représentant un oiseau qu'elle a découverte lors d'une exposition à Amsterdam et qui l'a alors obsédée pendant des années. La même année, elle vend les droits d'adaptation à Warner Bros.. En 2016, il est annoncé que le film sera réalisé par John Crowley. Le film Le Chardonneret (The Goldfinch) sort en 2019 avec Nicole Kidman en tête d'affiche.
En novembre 2017, elle se sépare de son agent littéraire depuis trente ans, Amanda Urban, pour rejoindre l'agence de Nicole Aragi, qui s'occupe déjà de Jonathan Safran Foer.
Donna Tartt est connue pour fuir les réseaux sociaux et pour une certaine discrétion quant à la promotion de ses romans. Dans une interview au Irish Independent, Donna Tartt se décrit comme solitaire et non pas recluse, en précisant que l'écriture lui permet de s'évader de la réalité.
Elle met près de dix ans pour écrire chacun de ses romans.
En 2014, elle fait partie de la liste des « 100 personnes les plus influentes » dressée tous les ans par le Time.

## Publications en français

### Romans
- Le Maître des illusions (The Secret History, 1992) ; trad. Pierre Alien. Prix des libraires du Québec
  - Paris : Plon, collection « Feux croisés », 1993, 705 p.  (ISBN 2-259-02593-5)
  - Paris : Pocket n° 4203, 2002, 705 p.  (ISBN 2-266-12533-8)
  - Paris : Pocket n° 4203, 2012, 705 p.  (ISBN 978-2-266-18873-9)
  - Paris : Plon, collection « Feux croisés », 2014, 705 p.  (ISBN 978-2-259-22191-7)
- Le Petit Copain (The Little Friend, 2002) ; trad. Anne Rabinovitch
  - Paris : Plon, collection « Feux croisés », 2003, 608 p.  (ISBN 2-259-19817-1)
  - Paris : Pocket n° 11923, 2004, 845 p.  (ISBN 2-266-13223-7)
  - Paris : Pocket n° 11923, 2014, 845 p.  (ISBN 978-2-266-24990-4)
  - Paris : Plon, collection « Feux croisés », 2014, 608 p.  (ISBN 978-2-259-22190-0)
- Le Chardonneret (The Goldfinch, 2013) ; trad. Édith Soonckindt-Bielok, prix Malaparte en 2014
  - Paris : Plon, collection « Feux croisés », 2014, 795 p.  (ISBN 978-2-259-22186-3)
  - Paris : Pocket n° 16041, 2015, 1 102 p.  (ISBN 978-2-266-25076-4)

### Poèmes
- Un vrai crime (True Crime, 1996) in Meurtres et passions
  - Paris : Albin Michel, 1997. Collection « Spécial Suspense ».  (ISBN 2-226-09447-4)
  - Paris : Hachette, 1999. Collection « Le Livre de poche Thriller » n° 17095.  (ISBN 2-253-17095-X)

### Postfaces
- True Grit (True Grit, 1968), de Charles Portis ; trad. John Doucette 
  - Monaco : Serpent à Plumes, 2011, 231 p.  (ISBN 978-2-268-07057-5)
  - Paris : J'ai lu n° 9773, 2012, 253 p.  (ISBN 978-2-290-03428-6)